# Bulbophyllum longiflorum
Bulbophyllum longiflorum es una especie de orquídea epifita originaria de Asia, África y Australia.   

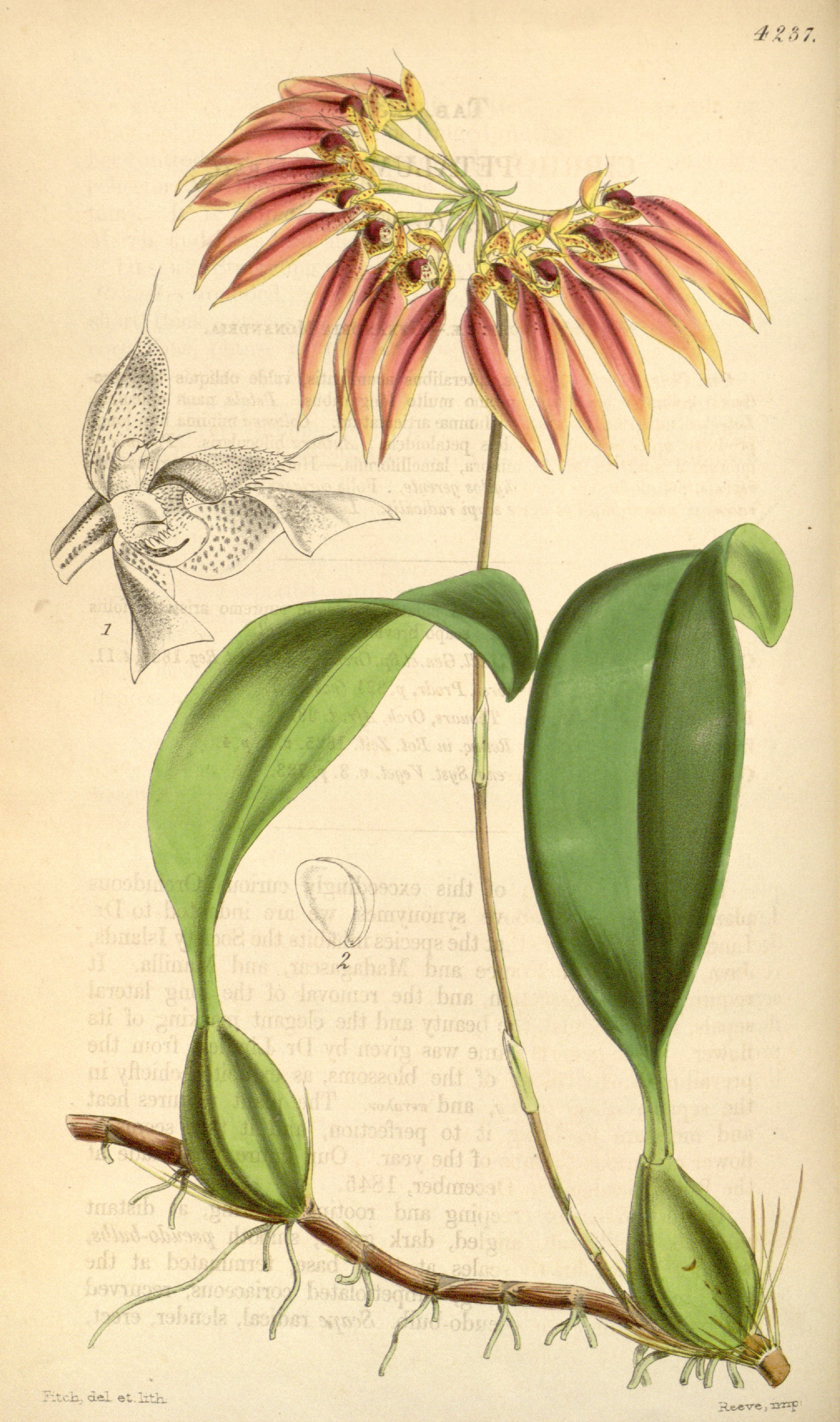
Ilustración

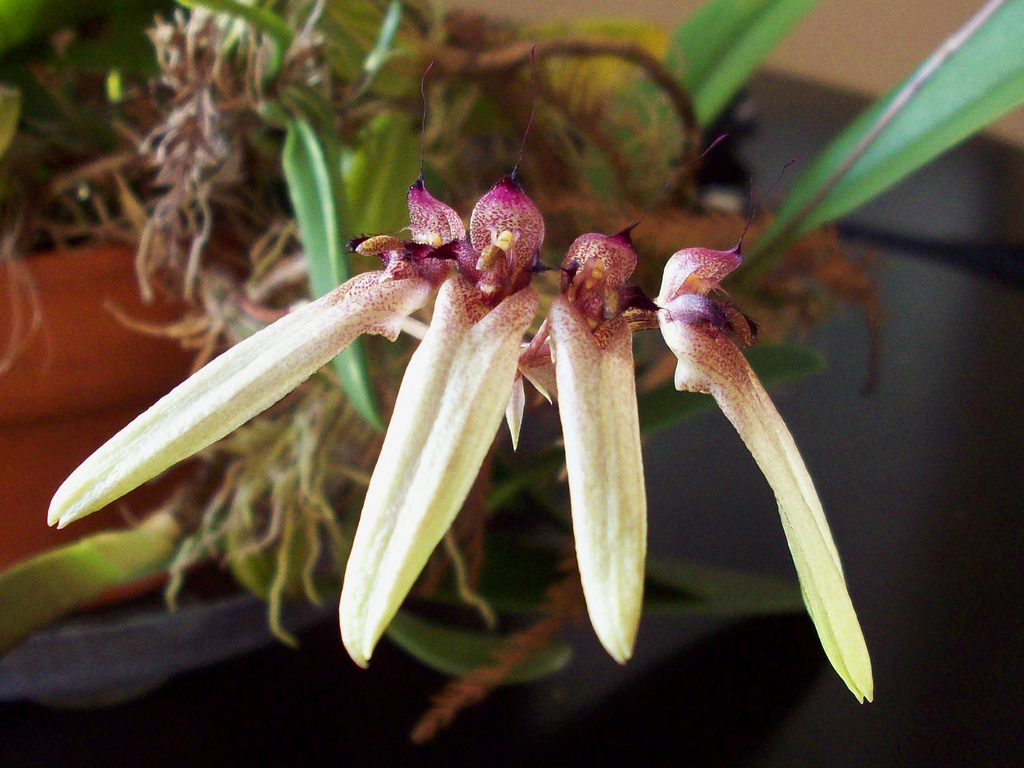
Inflorescencia

## Descripción
Es una  orquídea de tamaño pequeño a mediano,que prefiere el clima cálido tiene hábitos de epífita con pseudobulbos oblicuamente cónicos que llevan una sola hoja apical alargada peciolada. Florece desde el verano hasta el otoño en una inflorescencia basal, delgada de 20 cm de largo, inflorescencia nervuda que surge de un pseudobulbo maduro, con 6 a 8 flores malolientes que irradian desde el vértice en una umbela.

## Distribución y hábitat
Se encuentra en  África, Madagascar, Mascareñas, Seychelles y en Malasia, Queensland, de Australia, Nueva Guinea, Nueva Caledonia, Fiyi y las Islas Australes en las selvas y bosques de montaña en las elevaciones de nivel del mar a 1.700 metros cerca y más de los cursos de agua en los troncos de los árboles verticales. 

## Taxonomía
Bulbophyllum longiflorum fue descrita por Louis Marie Aubert Du Petit-Thouars    y publicado en Histoire Particulière des Plantes Orchidées 1822.
Etimología
Bulbophyllum: nombre genérico que se refiere a la forma de las hojas que es bulbosa.
longiflorum: epíteto latino que significa "con grandes flores".
Sinonimia
- Bulbophyllum clavigerum (Fitzg.) F.Muell.
- Bulbophyllum clavigerum (Fitzg.) Dockr.
- Bulbophyllum eberhardtii (Gagnep.) Seidenf.
- Bulbophyllum kenejianum Schltr.
- Bulbophyllum layardii (F.Muell. & Kraenzl.) J.J.Sm.
- Bulbophyllum trisetum Ames
- Cirrhopetalum africanum Schltr.
- Cirrhopetalum clavigerum Fitzg.
- Cirrhopetalum eberhardtii Gagnep.
- Cirrhopetalum kenejianum Schltr.
- Cirrhopetalum layardii F.Muell. & Kraenzl.
- Cirrhopetalum longiflorum (Thouars) Schltr.
- Cirrhopetalum thomasii Otto & A. Dietr.
- Cirrhopetalum thouarsii Lindl.
- Cirrhopetalum trisetum (Ames) Garay, Hamer & Siegerist
- Cirrhopetalum umbellatum (G.Forst.) Reinw. ex Hook. & Arn.
- Cirrhopetalum umbellatum (Sw.) A. Frapp. ex Cordem.
- Cirrhopetalum umbellatum (G. Forst.) Schltr.
- Cymbidium umbellatum (G.Forst.) Spreng.
- Epidendrum umbellatum G.Forst.
- Inobulbum layardii (F.Muell. & Kraenzl.) M.A.Clem. & D.L.Jones
- Phyllorchis longiflora (Thouars) Kuntze
- Phyllorkis clavigera (Fitzg.) Kuntze
- Phyllorkis longiflora (Thouars) Kuntze[3][4]